# Matin italien
Matin italien (en russe : Итальянское утро) est un tableau du peintre russe d'origine française Karl Brioullov (1799-1852). Il travailla à Rome jusqu'en 1835, comme peintre de genre, portraitiste et peintre historique. 
Ce tableau est réalisé par Brioullov après son arrivée en Italie, en 1823. L'éclairage et les jeux d'ombres et de lumière jouent un rôle important dont l'artiste lui-même écrit: « J'ai illuminé le modèle de soleil, de telle manière que le visage et la poitrine  soient dans l'ombre mais qu'ils reçoivent le reflet de la lumière du soleil qui donne sur la fontaine, ce qui rend toutes la partie ombragée plus agréable qu'un simple éclairage direct. »
Le tableau présente une jeune femme qui fait sa toilette matinale sous les rayons du soleil.
Il apporta à l'artiste des critiques élogieuses de la part du public italien et le fit connaître dans ce pays. Puis également de la part de la Société impériale d'encouragement des beaux-arts grâce à laquelle l'artiste avait obtenu une bourse pour étudier à l'étranger. Cette Société d'encouragement offrit ce tableau « Matin italien » à Alexandra Feodorovna de Russie, l'épouse de Nicolas Ier. L'empereur souhaita obtenir un tableau qui aille de pair avec ce « Matin italien » et Brioullov se lança, en 1827, dans la réalisation d'un autre tableau intitulé « Midi italien ».

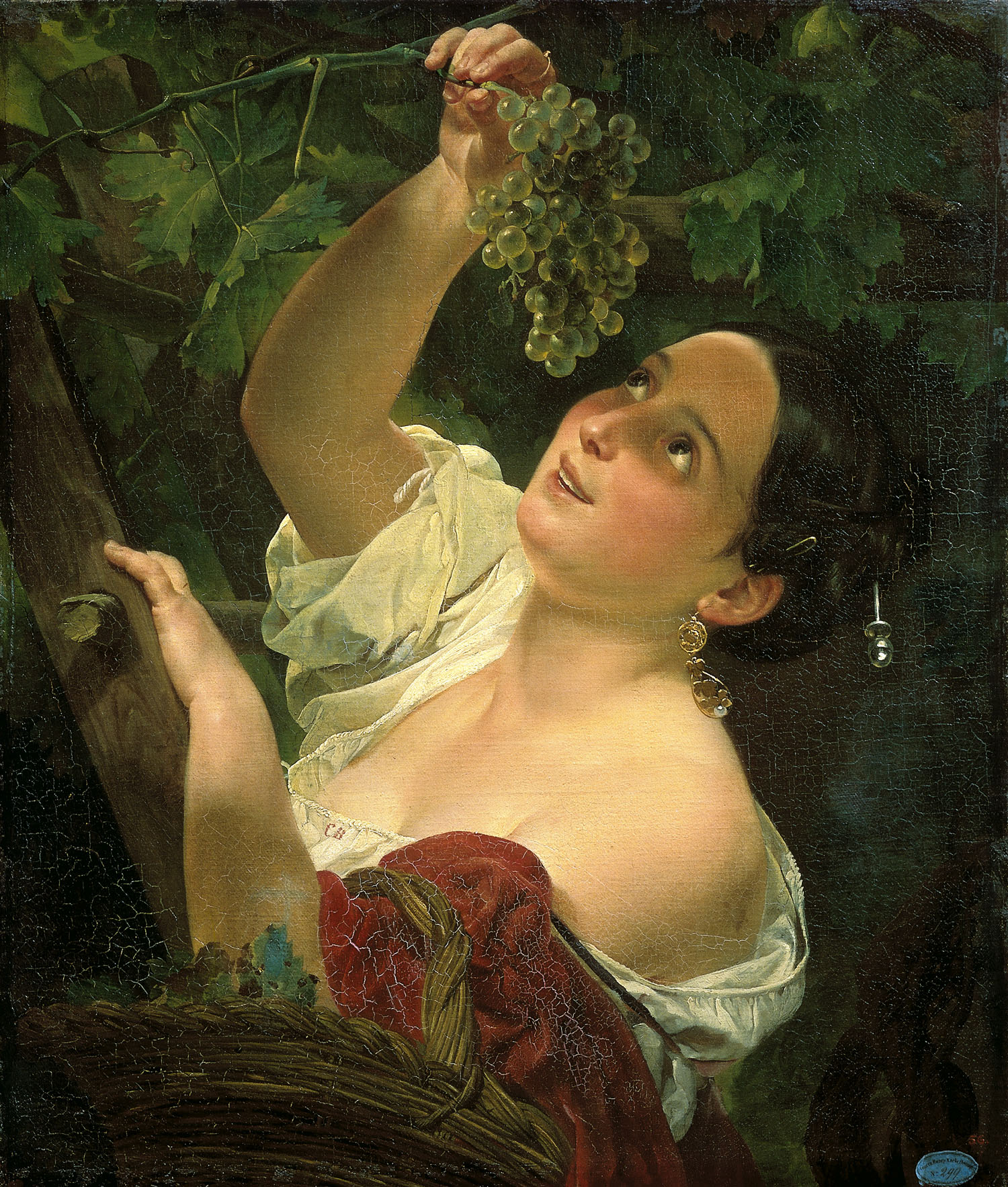
Midi Italien, 1827 Brioullov Musée russe

Ses portraits des années 1820 sont marqués du sceau du romantisme. Plus tard, ses portraits évolueront vers l'expression de la psychologie de ses personnages, donnant l'impression d'avoir été peints sur le vif et mettant l'accent sur la personnalité du sujet. Bien que Brioullov fut plus attaché à ses œuvres historiques, parmi lesquelles Le Dernier Jour de Pompéi lui a assuré un succès extraordinaire, ses portraits intimes, réalisés parfois sous l'influence d'Ingres, ont des qualités de fraîcheurs et de sincérité séduisantes.  